# Tekerőpatak
Tekerőpatak (románul Valea Strâmbă) falu Romániában, Hargita megyében. Gyergyóújfaluhoz tartozik.

## Fekvése
Gyergyószentmiklóstól 3 km-re délre fekszik.

## Nevének eredete
A falun átfolyó patakról kapta a nevét, amely nevéhez híven hol itt, hol ott bukkan fel. A patak tulajdonképpen az Alsó- és Felső-Visszafolyó-patak egyesüléséből keletkezett. A falunak sokszor az ivóvíz hiánya okoz gondot, mivel a patak száraz időben elapad és kutat ásni itt nem lehet.

## Története
A településnek gótikus temploma volt, amely a tatárjárás idején megsemmisült. 1569-ben Thekerewpatak néven említik. 1568-ban épült kápolnáját a török 1661-ben elpusztította. A helyette épített pedig 1724-ig állt fenn.
Temploma 1724–1734 között épült, miután plébániája 1724-ben önálló lett. 1801-ben a falu harmadával együtt leégett, majd 1838-ra újjáépítették és Keresztelő Szent János tiszteletére szentelték.
Határában egy kis Szent Róza kápolna épült 1760-ban melyet az 1602. évi pestis áldozatainak emlékére a Gáborffiak emeltettek.
1705-ben Acton tábornok császári serege dúlta fel, 1719-ben pestis pusztította. 1764-ben az I. székely gyalogezred parancsnoki székhelye lett. A falut 1801-ben, 1883-ban és 1900-ban tűzvész pusztította. 1896-ban nagyközég lett, de 1918-ban Vaslábhoz csatolták. 1968-ig önálló község volt, ma közigazgatásilag Újfaluhoz tartozik.
1910-ben 2650 lakosából 2116 magyar és 50 román volt. A trianoni békeszerződésig Csík vármegye Gyergyószentmiklósi járásához tartozott. 1992-ben 1465 lakosából 1292 magyar, 157 cigány és 16 román volt.

## Nevezetességei
- A Súgó-barlang a Sipos-kő délnyugati nyúlványában húzódik. Már a 19. században ismerték a cseppkőbarlangot, ahol állítólag aranyat is találtak. A gyakori látogatók cseppköveit letördelték.